# Lista de episódios de Top Gear
 Esta é a lista de episódios de Top Gear, que contém episódios do formato atual do programa criado em 2002, pela BBC. O programa contava com os co-apresentadores Jeremy Clarkson, Richard Hammond, James May e The Stig. O especialista de carros usados, Jason Dawe, foi co-apresentador da 1ª temporada, sendo trocado por James May a partir da 2ª temporada. Jeremy Clarkson foi demitido pela BBC; por causa da demissão, Richard Hammond e James May também se afastaram do programa e foram para a Amazon Prime lançando um novo programa, The Grand Tour. The Stig permaneceu no programa.
A 23ª temporada contou com leves modificações e novos apresentadores: Chris Evans, Matt LeBlanc, Rory Reid, Sabine Schmitz, Chris Harris e Eddie Jordan. Chris Evans anunciou sua saída no final da temporada.
Até 3 de julho de 2016, o programa está na 23ª temporada e 184 episódios foram exibidos. Como extras, foram produzidos dois episódios de curta-metragem para a caridade: Top Gear of the Pops, produzido por Red Nose Day, e Top Ground Gear Force, produzido pela Sport Relief. Estes dois episódios não fazem parte da contagem de episódios desta lista. Também foi produzida a paródia Ashes to Ashes para a Children in Need, da BBC, que também não foi incluído.
Os episódios estão listados pela ordem de exibição original no Reino Unido, juntamente com os veículos testados, desafios e convidados especiais.

## Temporadas
| Temporada | Temporada | Episódios | Exibição original      | Exibição original       | Audiência no RU (média em milhões) |
| Temporada | Temporada | Episódios | Estreia de temporada   | Final da temporada      | Audiência no RU (média em milhões) |
| --------- | --------- | --------- | ---------------------- | ----------------------- | ---------------------------------- |
|           | 1         | 10        | 20 de outubro de 2002  | 29 de dezembro de 2002  | 3,40                               |
|           | 2         | 10        | 11 de maio de 2003     | 20 de julho de 2003     | 3,19                               |
|           | 3         | 9         | 26 de outubro de 2003  | 28 de dezembro de 2003  | 4,03                               |
|           | 4         | 10        | 9 de maio de 2004      | 1 de agosto de 2004     | 3,48                               |
|           | 5         | 9         | 24 de outubro de 2004  | 26 de dezembro de 2004  | 4,15                               |
|           | 6         | 11        | 22 de maio de 2005     | 7 de agosto de 2005     | 4,21                               |
|           | 7         | 7         | 13 de novembro de 2005 | 12 de fevereiro de 2006 | 4,61                               |
|           | 8         | 8         | 7 de maio de 2006      | 30 de julho de 2006     | 4,45                               |
|           | 9         | 6         | 28 de janeiro de 2007  | 4 de março de 2007      | 7,45                               |
|           | 10        | 10        | 7 de outubro de 2007   | 23 de dezembro de 2007  | 7,00                               |
|           | 11        | 6         | 22 de junho de 2008    | 27 de julho de 2008     | 5,94                               |
|           | 12        | 8         | 2 de novembro de 2008  | 28 de dezembro de 2008  | 7,32                               |
|           | 13        | 7         | 21 de junho de 2009    | 2 de agosto de 2009     | 7,17                               |
|           | 14        | 7         | 15 de novembro de 2009 | 3 de janeiro de 2010    | 6,32                               |
|           | 15        | 6         | 27 de junho de 2010    | 1 de agosto de 2010     | 5,76                               |
|           | 16        | 8         | 21 de dezembro de 2010 | 27 de fevereiro de 2011 | 6,33                               |
|           | 17        | 6         | 26 de junho de 2011    | 31 de julho de 2011     | 5,38                               |
|           | 18        | 8         | 29 de janeiro de 2012  | 11 de março de 2012     | 5,11                               |
|           | 19        | 7         | 27 de janeiro de 2013  | 10 de março de 2013     | 5,17                               |
|           | 20        | 6         | 30 de junho de 2013    | 4 de agosto de 2013     | 5,31                               |
|           | 21        | 7         | 2 de fevereiro de 2014 | 16 de março de 2014     | 6,49                               |
|           | 22        | 10        | 27 de dezembro de 2014 | 28 de junho de 2015     | 6,51                               |
|           | 23        | 6         | 29 de maio de 2016     | 3 de julho de 2016      | 2,75                               |

## Episódios

### Primeira temporada
| Total | Nº | Episódio                 | Veículos testados | Desafios                                                 | Convidado(s)                                                                                               | Exibição original      | Audiência no RU (em milhões) |
| ----- | -- | ------------------------ | --- | -------------------------------------------------------- | --- | ---------------------- | ---------------------------- |
| 1     | 1  | Temporada 1, episódio 1  | Citroën Berlingo Multispace • Pagani Zonda • Lamborghini Murciélago • Mazda6                                                                                  | Radar de velocidade                                      | Harry Enfield                                                                                              | 20 de outubro de 2002  | Abaixo de 2,43               |
| 2     | 2  | Temporada 1, episódio 2  | Ford Focus RS • Noble M12 GTO | Ônibus pulando sobre motos                               | Jay Kay | 27 de outubro de 2002  | 3,54                         |
| 3     | 3  | Temporada 1, episódio 3  | Mini One • Toyota Yaris • Citroën DS • Westfield XTR2 • Aston Martin DB7                                                                                      | Vovós fazendo zerinhos num Honda S2000                   | Ross Kemp                                                                                                  | 3 de novembro de 2002  | 3,30                         |
| 4     | 4  | Temporada 1, episódio 4  | Aston Martin Vanquish • Ferrari 575M Maranello • Nissan Skyline R34 GT-R                                                                                      | Fórmula 1 • Sedans de família                            | Steve Coogan • Richard Burns                                                                               | 10 de novembro de 2002 | 2,90                         |
| 5     | 5  | Temporada 1, episódio 5  | Mercedes-Benz Classe S • Audi A8 • Maybach 62 • Bentley Arnage                                                                                                | Criando um carro de James Bond barato                    | Jonathan Ross                                                                                              | 17 de novembro de 2002 | 3,43                         |
| 6     | 6  | Temporada 1, episódio 6  | Renault Vel Satis • BMW Z4 • Mercedes-Benz SL55 AMG • Honda NSX Type R                                                                                        | Vovós estacionando com o freio de mão                    | Tara Palmer-Tomkinson                                                                                      | 24 de novembro de 2002 | 3,10                         |
| 7     | 7  | Temporada 1, episódio 7  | Saab 9-3 • Lotus Elise 111S | A religião mais rápida (1ª parte)                        | Rick Parfitt                                                                                               | 1 de dezembro de 2002  | 3,61                         |
| 8     | 8  | Temporada 1, episódio 8  | Audi RS6 • Mercedes-Benz E55 AMG • Maserati Coupé • Ford Fiesta Mark V • Citroën C3 • Honda Fit/Jazz • Nissan Micra • MG ZR • Lada Riva modificado pela Lotus | O motorista de van mais rápido                           | Sir Michael Gambon                                                                                         | 8 de dezembro de 2002  | 3,43                         |
| 9     | 9  | Temporada 1, episódio 9  | Volvo XC90 • Subaru Forester • Volkswagen Golf R32 • Honda Civic Type R • Toyota Land Cruiser                                                                 | Deixando um Jaguar XJS mais leve                         | Gordon Ramsay                                                                                              | 22 de dezembro de 2002 | 3,67                         |
| 10    | 10 | Temporada 1, episódio 10 | Range Rover • Lotus Esprit • Nissan Primera • TVR T350C | A religião mais rápida (2ª parte) • Top Gear Awards 2002 | style="background: #ececec; color: grey; vertical-align: middle; text-align: center; " class="table-na"\|— | 29 de dezembro de 2002 | 3,59                         |

### Segunda temporada
| Total | Nº | Episódio                 | Veículos testados | Desafios                                                                           | Convidado(s)    | Exibição original   | Audiência no RU (em milhões) |
| ----- | -- | ------------------------ | --- | ---------------------------------------------------------------------------------- | --------------- | ------------------- | ---------------------------- |
| 11    | 1  | Temporada 2, episódio 1  | Smart Roadster • Volkswagen Beetle Cabriolet • Bowler Wildcat • Bentley T2                                                    | Motor a jato de um carro dragster incinerando um Nissan Sunny                      | Vinnie Jones    | 11 de maio de 2003  | 3,15                         |
| 12    | 2  | Temporada 2, episódio 2  | Rolls-Royce Phantom • Rover P5 • BMW M3 • Audi S4                                                                             | O partido político mais rápido                                                     | Jamie Oliver    | 18 de maio de 2003  | 3,28                         |
| 13    | 3  | Temporada 2, episódio 3  | Volkswagen Touareg • Lexus SC430 • Hyundai Coupe • BMW Z8 • Perodua Kelisa                                                    | O supercarro mais rápido de cada país                                              | David Soul      | 25 de maio de 2003  | 2,98                         |
| 14    | 4  | Temporada 2, episódio 4  | Jaguar R Coupe • Jaguar Mk II • Jaguar XKR-R • Aston Martin DB7 GT                                                            | Quão longe você consegue dirigir antes de ficar entediado em um Jaguar XJR Mark 3? | Boris Johnson   | 1 de junho de 2003  | 3,23                         |
| 15    | 5  | Temporada 2, episódio 5  | Porsche 911 Turbo • Ford Street Ka • Triumph TR6 • Renault Clio V6                                                            | O que demora mais: Trocar uma transmissão ou uma mulher se preparar para sair?     | Anne Robinson   | 8 de junho de 2003  | 3,33                         |
| 17    | 7  | Temporada 2, episódio 7  | Koenigsegg CC8S • Renault Mégane • Hummer H1 • Hummer H2                                                                      | Crash test de um Mégane com um motorista de verdade                                | Neil Morrissey  | 22 de junho de 2003 | 3,61                         |
| 18    | 8  | Temporada 2, episódio 8  | Nissan 350Z • Alfa Romeo 147 GTA • Citroën C3 Pluriel • Mercedes-Benz CLK500 Conversível • Audi A4 Cabriolet • Daihatsu Copen | A corrida pelo universo                                                            | Jodie Kidd      | 6 de julho de 2003  | 3,76                         |
| 19    | 9  | Temporada 2, episódio 9  | Vandenbrink Carver • Volvo S60 R • GM HyWire                                                                                  | Dirigindo um Vauxhall Signum pelo banco de trás                                    | Patrick Stewart | 13 de julho de 2003 | 2,91                         |
| 20    | 10 | Temporada 2, episódio 10 | TVR 350C • Overfinch Range Rover • Cadillac Sixteen • Volkswagen Phaeton                                                      | Desafio de confiabilidade de um Land Rover                                         | Alan Davies     | 20 de julho de 2003 | N/A                          |

### Terceira temporada
| Total | Nº | Episódio                | Veículos testados                                                                                             | Desafios                                                                                             | Convidado(s)        | Exibição original      | Audiência no RU (em milhões) |
| ----- | -- | ----------------------- | --- | --- | ------------------- | ---------------------- | ---------------------------- |
| 21    | 1  | Temporada 3, episódio 1 | Ford GT • BMW Série 5 • Porsche 911 GT3                                                                       | Será que a versão a diesel do Volkswagen Lupo consegue fazer mais km/l que a versão a gasolina?      | Martin Kemp         | 26 de outubro de 2003  | 3,32                         |
| 22    | 2  | Temporada 3, episódio 2 | BMW M3 CSL • BMW M1 • BMW M3 • BMW M5 • Porsche Boxster • BMW Z4 • Honda S2000                                | Um Volvo 240 tenta pular 4 trailers                                                                  | Stephen Fry         | 2 de novembro de 2003  | 3,41                         |
| 23    | 3  | Temporada 3, episódio 3 | Bentley Continental GT • Subaru Legacy Outback                                                                | Saab 9-5 Aero vs. BAe Sea Harrier • Como escapar de um carro afundando na água • Pesquisa Top Gear   | Rob Brydon          | 9 de novembro de 2003  | 4,02                         |
| 24    | 4  | Temporada 3, episódio 4 | Lamborghini Miura • Lamborghini Countach • Mini Cooper S Works • Lamborghini Gallardo                         | Tributo à Lamborghini                                                                                | Rich Hall • Jay Kay | 16 de novembro de 2003 | 4,59                         |
| 25    | 5  | Temporada 3, episódio 5 | Mazda RX-8 • Fiat Panda                                                                                       | Será que um Toyota Hilux é realmente indestrutível? • Hammond procura pelos futuros carros clássicos | Simon Cowell        | 23 de novembro de 2003 | 4,59                         |
| 26    | 6  | Temporada 3, episódio 6 | Citroën C2 • Aston Martin V8 Vantage (1977) • Holden Monaro                                                   | Será que um Toyota Hilux é realmente indestrutível? – Parte 2                                        | Sanjeev Bhaskar     | 7 de dezembro de 2003  | 5,40                         |
| 27    | 7  | Temporada 3, episódio 7 | MG XPower SV • Porsche Cayenne Turbo • Mercedes-Benz SLR McLaren                                              | Qual professor consegue fazer a melhor burn-out? • Qual é o melhor carro britânico?                  | Rory Bremner        | 14 de dezembro de 2003 | 3,35                         |
| 28    | 8  | Temporada 3, episódio 8 | Mercedes-Benz 280SL • Nissan Micra • Aston Martin Lagonda • Audi TT                                           | Jogo das Gerações                                                                                    | Johnny Vegas        | 21 de dezembro de 2003 | 3,15                         |
| 29    | 9  | Temporada 3, episódio 9 | Chrysler Crossfire • Smart Roadster (Brabus V6 Bi-Turbo) • Jaguar XJ6 • Honda Civic Type R • Honda NSX Type R | Top Gear Awards 2003                                                                                 | Carol Vorderman     | 28 de dezembro de 2003 | 4,24                         |

### Quarta temporada
| Total | Nº | Episódio                 | Veículos testados                                                                 | Desafios | Convidado(s)                      | Exibição original   | Audiência no RU (em milhões) |
| ----- | -- | ------------------------ | --------------------------------------------------------------------------------- | --- | --------------------------------- | ------------------- | ---------------------------- |
| 30    | 1  | Temporada 4, episódio 1  | Lotus Exige • Rover CityRover • Aston Martin DB9                                  | Aston Martin DB9 vs. trem-bala da Eurostar francês – de Surrey a Monte Carlo • Helicóptero Apache vs. Lotus Exige                                                                                          | Fay Ripley                        | 9 de maio de 2004   | 3,28                         |
| 31    | 2  | Temporada 4, episódio 2  | Mercedes-Benz SLR McLaren • Alfa Romeo 166 • Cadillac Escalade • Ford FAB-1       | Uma freira em um caminhão monstro • Hammond é hipnotizado | Paul McKenna                      | 16 de maio de 2004  | 3,31                         |
| 32    | 3  | Temporada 4, episódio 3  | Porsche 911 GT3 RS • Ferrari 360 Challenge Stradale • 1968 Dodge Charger 440 R/T  | Desafio dos carros por £100 (Volvo 760 V6 GLE, Audi 80, Rover 416GTi) | Jordan                            | 23 de maio de 2004  | 3,36                         |
| 33    | 4  | Temporada 4, episódio 4  | Porsche Carrera GT • Audi A8 TDi V8 • Ford SportKa                                | Dardos com carros • Corrida de resistência com um Audi A8 V8 diesel (de Londres a Edinburgo ida e volta com um tanque) • Ford SportKa vs. pombos de corrida • Mitsubishi Lancer Evo vs. Subaru Impreza STi | Ronnie O'Sullivan                 | 30 de maio de 2004  | 3,24                         |
| 34    | 5  | Temporada 4, episódio 5  | MG ZT 260 • Vauxhall Astra • Mazda3 • Volkswagen Golf                             | Coupés esportivos (BMW 645Ci • Jaguar XK-R • Porsche 911 Carrera 2) • Volkswagen Golf eletrocutado | Johnny Vaughan • Denise van Outen | 6 de junho de 2004  | 3,39                         |
| 35    | 6  | Temporada 4, episódio 6  | Renault Clio RenaultSport • Jaguar XJS • Cadillac CTS • Nissan Cube               | É possível fazer um carro funcionar com cocô? | Sir Terry Wogan                   | 13 de junho de 2004 | 3,19                         |
| 36    | 7  | Temporada 4, episódio 7  | Spyker C8 Spyder • Mercedes-Benz CL 65 AMG                                        | Minivans como táxis: (Renault Scénic • Ford C-Max) | Lionel Richie                     | 11 de julho de 2004 | 3,47                         |
| 37    | 8  | Temporada 4, episódio 8  | Ford GT • Maserati Quattroporte                                                   | Diesel vs. gasolina - corrida de hatchs • Empurrando carros utilizando o jato de um Boeing 747 • Tributo ao motor V8 da Rover                                                                              | Martin Clunes                     | 18 de julho de 2004 | 4,01                         |
| 38    | 9  | Temporada 4, episódio 9  | Fiat Barchetta • Mercedes-Benz SL600 • Mazda MX-5 • Toyota MR2 • Jaguar X-Type SW | May e Hammond procuram o melhor conversível roadster • É possível pousar de paraquedas num carro em movimento?                                                                                             | Sir Ranulph Fiennes               | 25 de julho de 2004 | 4,01                         |
| 39    | 10 | Temporada 4, episódio 10 | Volvo V50 • BMW X3 • Chevrolet Corvette´                                          | Hammond dirige o Peugeot 407 como um safety car • Olimpíadas com carros: pulo longo | Patrick Kielty                    | 1 de agosto de 2004 | 3,54                         |

### Quinta temporada
| Total | Nº | Episódio                | Veículos testados | Desafios | Convidado(s)                          | Exibição original      | Audiência no RU (em milhões) |
| ----- | -- | ----------------------- | --- | --- | ------------------------------------- | ---------------------- | ---------------------------- |
| 40    | 1  | Temporada 5, episódio 1 | Porsche 911 Carrera S | Será que um caminhão de sorvete pode pular um castelo inflável? Melhor muscle car a venda (Vauxhall Monaro VX-R • Chrysler 300C • Jaguar S-Type R)                                                                                          | Bill Bailey                           | 24 de outubro de 2004  | 3,35                         |
| 41    | 2  | Temporada 5, episódio 2 | Ford Focus • Vauxhall Astra • Volkswagen Golf • Jaguar XJ220 • Pagani Zonda • Ferrari Enzo Ferrari • Ferrari F40 • McLaren F1 • Porsche Carrera GT | Mountainboarder vs. carro de rali | Geri Halliwell                        | 31 de outubro de 2004  | 3,81                         |
| 42    | 3  | Temporada 5, episódio 3 | Dodge Viper SRT-10 | Dirigindo um Land Rover Discovery no topo de Cnoc an Fhreiceadain, na Escócia • Encontrando o carro mais maluco do mundo • Resultados da pesquisa Top Gear 2004                                                                             | Joanna Lumley                         | 7 de novembro de 2004  | 4,41                         |
| 43    | 4  | Temporada 5, episódio 4 | Pagani Zonda S Roadster • Aston Martin Vanquish S • Ferrari 575M Maranello                                                                         | 24 horas em um Smart Forfour • Jogando conkers com trailers | Jimmy Carr • Steve Coogan             | 14 de novembro de 2004 | 4,44                         |
| 44    | 5  | Temporada 5, episódio 5 | Morgan Aero 8 GTN • Mercedes-Benz 300SL | Corrida das minivans • Fazendo uma volta em 10 minutos em Nürburgring Nordschleife com um carro a diesel | Christian Slater                      | 21 de novembro de 2004 | 4,69                         |
| 45    | 6  | Temporada 5, episódio 6 | Volkswagen Golf V GTI | Que Porsche você consegue por £1.500? Porsche 924, Porsche 944, Porsche 928 • Homem cego fazendo uma volta na pista de testes do programa                                                                                                   | Cliff Richard • Billy Baxter          | 5 de dezembro de 2004  | 4,87                         |
| 46    | 7  | Temporada 5, episódio 7 | Toyota Prius • Ford Mustang • Mitsubishi Lancer Evo VIII MR FQ400 vs. Lamborghini Murciélago                                                       | Um sedã de quatro portas que é tão rápido quanto uma Lamborghini • Top Gear Awards 2004 | Roger Daltrey                         | 12 de dezembro de 2004 | 3,39                         |
| 47    | 8  | Temporada 5, episódio 8 | Ferrari 612 Scaglietti | Corrida: Ferrari 612 Scaglietti vs. Avião a jato até Verbier • Carros de rua atuais vs. Carros de corrida antigos • Mitsubishi Evo vs. bobsleigh • Stig tenta realizar uma volta na pista de testes do programa em um Renault de Fórmula um | Eddie Izzard                          | 19 de dezembro de 2004 | 5,06                         |
| 48    | 9  | Temporada 5, episódio 9 | Ariel Atom • BMW Série 1 • Mercedes-Benz G55 AMG                                                                                                   | Encontrando um bom carro feito pelo lado Pacífico do mundo | Trinny Woodall • Susannah Constantine | 26 de dezembro de 2004 | 3,30                         |

### Sexta temporada
| Total | Nº | Episódio                 | Veículos testados                                                               | Desafios | Convidado(s)                | Exibição original   | Audiência no RU (em milhões) |
| ----- | -- | ------------------------ | ------------------------------------------------------------------------------- | --- | --------------------------- | ------------------- | ---------------------------- |
| 49    | 1  | Temporada 6, episódio 1  | Mercedes-Benz CLS55 AMG • Honda Element • Toyota Aygo • Range Rover Sport       | Jogando futebol usando o Toyota Aygo • Range Rover Sport vs. Tanque Challenger 2                                                            | James Nesbitt               | 22 de maio de 2005  | 4,51                         |
| 50    | 2  | Temporada 6, episódio 2  | Maserati MC12                                                                   | Coupé de 2 portas por menos de £1.500 que não é um Porsche (Mitsubishi Starion, Jaguar XJS, BMW 635CSi)                                     | Jack Dee                    | 29 de maio de 2005  | 3,67                         |
| 51    | 3  | Temporada 6, episódio 3  | Aston Martin DB9 Volante • Maserati Bora • Wiesmann MF 3 • TVR Tuscan           | Clarkson abre uma piscina pública com um Rolls-Royce                                                                                        | Christopher Eccleston       | 12 de junho de 2005 | 3,96                         |
| 52    | 4  | Temporada 6, episódio 4  | Cadillac CTS-V • Renault Modus • Honda Jazz • Peugeot 1007 • BMW 320d           | As mães dos apresentadores ajudam a avaliar carros • Será que uma limousine pode pular por cima de uma festa de casamento?                  | Omid Djalili                | 19 de junho de 2005 | 3,45                         |
| 53    | 5  | Temporada 6, episódio 5  | Aston Martin DB5 • Jaguar E-Type • Nissan Murano • Maserati GranSport           | Soldados atiram em Clarkson enquanto ele dirige o Porsche Boxster S e o Mercedes-Benz SLK 55 AMG para ver qual é o melhor em evitar balas   | Damon Hill                  | 26 de junho de 2005 | 3,66                         |
| 54    | 6  | Temporada 6, episódio 6  | Aston Martin DBR9 • Mercedes-Benz SLR McLaren                                   | Corrida até Oslo: Mercedes-Benz SLR McLaren vs. barco                                                                                       | David Dimbleby              | 3 de julho de 2005  | 4,55                         |
| 55    | 7  | Temporada 6, episódio 7  | TVR Sagaris • Fiat Panda                                                        | Fiat Panda contra um corredor de maratona • Sabine Schmitz tenta bater os 10 minutos de Clarkson em Nürburgring usando uma van Ford Transit | Justin Hawkins              | 10 de julho de 2005 | 3,75                         |
| 56    | 8  | Temporada 6, episódio 8  | Ferrari F430 • Audi TT • Nissan 350Z • Chrysler Crossfire                       | Versões conversíveis de coupés (Audi TT • Nissan 350Z • Chrysler Crossfire)                                                                 | Tim Rice                    | 17 de julho de 2005 | 4,10                         |
| 57    | 9  | Temporada 6, episódio 9  | BMW M5 • Vauxhall Astra VXR • Renault Mégane Sport • Volkswagen Golf GTI        | "Teste de carros Roleta Russa" • Tentativa de bater o recorde mundial para o maior número de vezes que um carro capotou                     | Chris Evans                 | 24 de julho de 2005 | 5,18                         |
| 58    | 10 | Temporada 6, episódio 10 | BMW 535d • Bentley Continental Flying Spur                                      | Dirigindo sobre um lago na Islândia • Qual o brinquedo off-road mais divertido?                                                             | Davina McCall • Mark Webber | 31 de julho de 2005 | 4,92                         |
| 59    | 11 | Temporada 6, episódio 11 | Ford F150 SVT Lightning • Vauxhall Monaro VXR • Lamborghini Murciélago Roadster | Recriando a música tema do programa com barulho de motores                                                                                  | Timothy Spall               | 7 de agosto de 2005 | 4,58                         |

### Sétima temporada
| Total | Nº | Episódio                                               | Veículos testados | Desafios | Convidado(s)                                                                                               | Exibição original       | Audiência no RU (em milhões) |
| ----- | -- | ------------------------------------------------------ | --- | --- | --- | ----------------------- | ---------------------------- |
| 60    | 1  | Temporada 7, episódio 1                                | Ascari KZ1 | Coupés esportivos de performance (Aston Martin V8 Vantage • BMW M6 • Porsche 911 Carrera S) na Ilha de Man • Resultados da pesquisa Top Gear 2005            | Trevor Eve                                                                                                 | 13 de novembro de 2005  | 3,74                         |
| 61    | 2  | Temporada 7, episódio 2                                | Porsche Cayman S • Audi RS4 | Carros de controle remoto de tamanho real • História do verde de corridas britânico • Audi RS4 vs. Alpinistas                                                | Ian Wright                                                                                                 | 20 de novembro de 2005  | 4,48                         |
| 62    | 3  | Temporada 7, episódio 3                                | Ford Focus ST | Viagem de supercarros até o Viaduto de Millau, na França (Ferrari F430 Spider • Pagani Zonda S • Ford GT)                                                    | Stephen Ladyman                                                                                            | 27 de novembro de 2005  | 4,61                         |
| 63    | 4  | Temporada 7, episódio 4                                | Pagani Zonda F • Renault Clio                                                                                                   | Supercarros italianos de motor central por menos de £10.000 (Ferrari 308 GT4 • Maserati Merak • Lamborghini Urraco) • Renault Clio vs. ciclista de Lisboa    | Dame Ellen MacArthur                                                                                       | 4 de dezembro de 2005   | 4,88                         |
| 64    | 5  | Temporada 7, episódio 5                                | Marcos TSO • Bugatti Veyron • Porsche 911 Carrera 4 vs. Porsche 911 Carrera 2                                                   | Corrida: Bugatti Veyron vs. Cessna 182 de Alba (Itália) até Londres • RWD vs. AWD: Porsche 911 Carrera 4 vs. Porsche 911 Carrera 2                           | Nigel Mansell                                                                                              | 11 de dezembro de 2005  | 4,76                         |
| 65    | 6  | Temporada 7, episódio 6                                | Volkswagen Golf R32 • BMW 130i • Mazda MX-5 • Honda NSX                                                                         | Velha geração vs. Nova geração de automóveis • Tempos de volta de um jogo vs. vida real em um Honda NSX • Mazda MX-5 vs. Galgo inglês • Top Gear Awards 2005 | David Walliams • Jimmy Carr                                                                                | 27 de dezembro de 2005  | 4,52                         |
| 66    | 7  | Temporada 7, episódio 7 Especial Olimpíadas de inverno | Volvo XC90 • Audi Q7 • Citroën C1 • Jaguar XK • Land Rover Discovery • Mitsubishi Lancer Evolution • Suzuki Swift • Mini Cooper | Olimpíadas de Inverno Top Gear | style="background: #ececec; color: grey; vertical-align: middle; text-align: center; " class="table-na"\|— | 12 de fevereiro de 2006 | 5,22                         |

### Oitava temporada
| Total | Nº | Episódio                | Veículos testados | Desafios | Convidado(s)                                                                                                   | Exibição original   | Audiência no RU (em milhões) |
| ----- | -- | ----------------------- | --- | --- | --- | ------------------- | ---------------------------- |
| 67    | 1  | Temporada 8, episódio 1 | Koenigsegg CCX • Honda Civic • Nissan Micra C+C                                                                          | Minivan conversível criada pelo programa | "O homem que fala bem" • Alan Davies • Trevor Eve • Jimmy Carr • Justin Hawkins • Rick Wakeman • Les Ferdinand | 7 de maio de 2006   | 4,75                         |
| 68    | 2  | Temporada 8, episódio 2 | Chevrolet Corvette Z06 • Jaguar XK vs. Mercedes-Benz SL 350 vs. BMW 650i                                                 | Tomcat 4WD vs. Caiaque motorizado na Islândia • Será que é tão difícil apresentar um programa de rádio? • O Stig faz uma volta final no Suzuki Liana | Gordon Ramsay                                                                                                  | 14 de maio de 2006  | 4,47                         |
| 69    | 3  | Temporada 8, episódio 3 | Lotus Exige S | Desafio dos carros anfíbios | Philip Glenister                                                                                               | 21 de maio de 2006  | 4,75                         |
| 70    | 4  | Temporada 8, episódio 4 | BMW Z4 M vs. Porsche Boxster S • Koenigsegg CCX com o aerofólio Top Gear • Mercedes-Benz S500 • Porsche Cayenne Turbo S  | Redesenhando o interior de um Mercedes S280 • Porsche Cayenne vs. paraquedista                                                                       | Ewan McGregor                                                                                                  | 28 de maio de 2006  | 3,83                         |
| 71    | 5  | Temporada 8, episódio 5 | Prodrive P2 • Citroën C6                                                                                                 | Futebol com carros II • Desafio de tempo com Sir Jackie Stewart                                                                                      | Sir Michael Gambon                                                                                             | 4 de junho de 2006  | 5,01                         |
| 72    | 6  | Temporada 8, episódio 6 | Ford Mondeo ST220 vs. Mazda 6 MPS vs. Vauxhall Vectra VXR                                                                | Fim de semana em um trailer • Recorde de velocidade de um F1 dentro de um estabelecimento                                                            | Brian Cox | 16 de julho de 2006 | 3,66                         |
| 73    | 7  | Temporada 8, episódio 7 | Lamborghini Gallardo Spyder • Peugeot 207 1.6L Diesel • Ford S-Max 2.5L • Mercedes-Benz B200 Turbo • Vauxhall Zafira VXR | Caterham 7 kit car • Peugeot 207 vs. Traceurs em Liverpool                                                                                           | Steve Coogan                                                                                                   | 23 de julho de 2006 | 3,89                         |
| 74    | 8  | Temporada 8, episódio 8 | Noble M15 • Ford Transit vs. Renault Master vs. Volkswagen T30 TDI 174 Sportline                                         | Desafio das vans por £1.000 (Ford Transit, LDV Convoy, Suzuki Super Carry) • Sendo roadies usando vans para o The Who                                | Jenson Button • Ray Winstone                                                                                   | 30 de julho de 2006 | 5,27                         |

### Nona temporada
| Total | Nº | Episódio                                        | Veículos testados | Desafios | Convidado(s)                                                                                               | Exibição original       | Audiência no RU (em milhões) |
| ----- | -- | ----------------------------------------------- | --- | --- | --- | ----------------------- | ---------------------------- |
| 75    | 1  | Temporada 9, episódio 1                         | Jaguar XKR vs. Aston Martin V8 Vantage                                                                                 | Obras rodoviárias em 24 horas • Acidente de Richard Hammond com carro dragster | Jamie Oliver                                                                                               | 28 de janeiro de 2007   | 8,13                         |
| 76    | 2  | Temporada 9, episódio 2                         | Audi TT vs. Mazda RX-8 vs. Alfa Romeo Brera                                                                            | Velocidade máxima do Bugatti Veyron 16.4 em Ehra-Lessien • Carros bonitos que podem ser chamados de arte • Os apresentadores jogam golfe                                               | Hugh Grant                                                                                                 | 4 de fevereiro de 2007  | 7,20                         |
| 77    | 3  | Temporada 9, episódio 3 Especial Estados Unidos | Chevrolet Camaro RS 1991 (Jeremy Clarkson) • Dodge Ram 150 1991 (Richard Hammond) • Cadillac Brougham 1989 (James May) | Especial Estados Unidos | style="background: #ececec; color: grey; vertical-align: middle; text-align: center; " class="table-na"\|— | 11 de fevereiro de 2007 | 6,18                         |
| 78    | 4  | Temporada 9, episódio 4                         | Brabus S Biturbo roadster • Porsche 911 Turbo                                                                          | Reliant Robin como ônibus espacial | Simon Pegg                                                                                                 | 18 de fevereiro de 2007 | 7,51                         |
| 79    | 5  | Temporada 9, episódio 5                         | Lamborghini Murciélago LP640                                                                                           | Vídeo sobre as passagens de nível • Desafio dos tratores (Fendt 930 Vario, JCB Fastrac 8250, Case STX Steiger 530): Biocombustível feito em casa • Resultado da pesquisa Top Gear 2006 | Kristin Scott Thomas                                                                                       | 25 de fevereiro de 2007 | 7,58                         |
| 80    | 6  | Temporada 9, episódio 6                         | Shelby Mustang GT500                                                                                                   | Limousines feitas a partir de carros simples (Fiat Panda, MG F, Alfa Romeo 164 V6, Saab 9000 V6)                                                                                       | Billie Piper                                                                                               | 4 de março de 2007      | 8,12                         |

### Décima temporada
| Total | Nº | Episódio                                   | Veículos testados                                                                                                   | Desafios | Convidado(s)                                                                                               | Exibição original      | Audiência no RU (em milhões) |
| ----- | -- | ------------------------------------------ | --- | --- | --- | ---------------------- | ---------------------------- |
| 81    | 1  | Temporada 10, episódio 1                   | Volkswagen Golf GTI W12                                                                                             | Viagem para descobrir qual é a melhor rodovia do mundo: (Porsche 911 GT3 RS, Lamborghini Gallardo Superleggera, Aston Martin V8 Vantage N24) | Dame Helen Mirren                                                                                          | 7 de outubro de 2007   | 6,27                         |
| 82    | 2  | Temporada 10, episódio 2                   | Audi R8 vs. Porsche 911 Carrera S                                                                                   | Desafio dos carros anfíbios (II) | Jools Holland                                                                                              | 14 de outubro de 2007  | 5,53                         |
| 83    | 3  | Temporada 10, episódio 3                   | Ferrari 599 GTB Fiorano • Ferrari 275 GTS • Rolls-Royce Phantom Drophead Coupé                                      | Bugatti Veyron 16.4 vs. Eurofighter Typhoon • Peel P50 dentro do prédio da BBC • Lexus LS600 com sistema de estacionamento automático        | Ronnie Wood • Fiona Bruce • Dermot Murnaghan • John Humphrys                                               | 28 de outubro de 2007  | 6,73                         |
| 84    | 4  | Temporada 10, episódio 4 Especial Botsuana | Lancia Beta Coupé 1981 (Jeremy Clarkson) • Opel Kadett 1963 (Richard Hammond) • Mercedes-Benz W123 1985 (James May) | Especial Botsuana | style="background: #ececec; color: grey; vertical-align: middle; text-align: center; " class="table-na"\|— | 4 de novembro de 2007  | 6,84                         |
| 85    | 5  | Temporada 10, episódio 5                   | Caparo T1 • Aston Martin V8 Vantage Roadster • Mercedes-Benz GL 500                                                 | Corrida em Londres: Carro (May) vs. bicicleta (Hammond) vs. barco (Clarkson) vs. transporte público (Stig)                                   | Simon Cowell                                                                                               | 11 de novembro de 2007 | 7,74                         |
| 86    | 6  | Temporada 10, episódio 6                   | Honda Civic Type R • Mercedes-Benz E63 AMG SW vs. BMW M5 Touring SW • Alfa Romeo 159                                | Corrida de motorhomes • Alfa Romeo 159 vs. homem no estuário de Humber                                                                       | Lawrence Dallaglio                                                                                         | 18 de novembro de 2007 | 7,24                         |
| 87    | 7  | Temporada 10, episódio 7                   | Aston Martin DBS | Carros da British Leyland por £1.200 (Rover SD1, Triumph Dolomite Sprint, Austin Princess)                                                   | Jennifer Saunders                                                                                          | 25 de novembro de 2007 | 6,86                         |
| 88    | 8  | Temporada 10, episódio 8                   | Vauxhall VXR8 | Renault R25 F1 • História do automóvel • BMW 330i controlado por GPS                                                                         | James Blunt • Lewis Hamilton                                                                               | 2 de dezembro de 2007  | 8,35                         |
| 89    | 9  | Temporada 10, episódio 9                   | Daihatsu Materia vs. Ascari A10 • Fiat 500                                                                          | Corrida de resistência da Britcar 24 horas • Corrida: Fiat 500 vs. ciclistas BMX em Budapeste                                                | Keith Allen                                                                                                | 9 de dezembro de 2007  | 7,38                         |
| 90    | 10 | Temporada 10, episódio 10                  | Jaguar XF | Sedãs de alta performance alemães: (BMW M3 vs. Mercedes-Benz C63 AMG vs. Audi RS4) • Top Gear Awards 2007                                    | David Tennant                                                                                              | 23 de dezembro de 2007 | 7,15                         |

### Décima primeira temporada
| Total | Nº | Episódio                 | Veículos testados                                                                                        | Desafios | Convidado(s)                     | Exibição original   | Audiência no RU (em milhões) |
| ----- | -- | ------------------------ | --- | --- | -------------------------------- | ------------------- | ---------------------------- |
| 91    | 1  | Temporada 11, episódio 1 | Ferrari 430 Scuderia                                                                                     | Desafio dos carros de polícia por £1.000 (Fiat Coupé 20v Turbo, Lexus LS400, Suzuki Vitara) • Dublê TG: Austin Allegro pula em recorde mundial • Investigando a economia de combustível: 5 supercarros e BMW M3 vs. Toyota Prius | Alan Carr • Justin Lee Collins   | 22 de junho de 2008 | 6,72                         |
| 92    | 2  | Temporada 11, episódio 2 | Mitsubishi Lancer Evolution X • Subaru Impreza WRX STI • Audi RS6 • Mercedes-Benz CLK63 AMG Black Series | Corrida: Audi RS6 vs. esquiadores franceses • Dublê TG: Austin Maestro em salto | Rupert Penry-Jones • Peter Firth | 29 de junho de 2008 | 5,21                         |
| 93    | 3  | Temporada 11, episódio 3 | Bentley Brooklands                                                                                       | Desafio dos Alfa Romeo por £1.000 (Alfa Romeo 75 V6, Alfa Romeo GTV 2.0, Alfa Romeo Spider) | James Corden • Rob Brydon        | 6 de julho de 2008  | 5,78                         |
| 94    | 4  | Temporada 11, episódio 4 | Alfa Romeo 8C Competizione • Nissan GT-R                                                                 | Corrida: Nissan GT-R vs. Transporte público (Trem bala japonês) | Fiona Bruce • Kate Silverton     | 13 de julho de 2008 | 5,70                         |
| 95    | 5  | Temporada 11, episódio 5 | Nissan GT-R                                                                                              | Sedans luxuosos clássicos (Mercedes-Benz 600 vs. Rolls-Royce Corniche) • Daihatsu Terios em desafio de caça à raposa | Peter Jones • Theo Paphitis      | 20 de julho de 2008 | 6,65                         |
| 96    | 6  | Temporada 11, episódio 6 | Gumpert Apollo • Mitsuoka Orochi • Mitsuoka Galue III                                                    | Disputa: Os britânicos (Top Gear) vs. Os alemães (D Motor) | Jay Kay                          | 27 de julho de 2008 | 5,59                         |

### Décima segunda temporada
| Total | Nº | Episódio                                 | Veículos testados                                 | Desafios | Convidado(s)                                                                                               | Exibição original      | Audiência no RU (em milhões) |
| ----- | -- | ---------------------------------------- | ------------------------------------------------- | --- | --- | ---------------------- | ---------------------------- |
| 97    | 1  | Temporada 12, episódio 1                 | Porsche 911 GT2 • Lamborghini Gallardo LP560-4    | Desafio dos caminhões por £5.000 (Scania P94D • Renault Magnum • ERF EC11)                                                           | Michael Parkinson                                                                                          | 2 de novembro de 2008  | 7,74                         |
| 98    | 2  | Temporada 12, episódio 2                 | Abarth 500 Esseesse                               | Desafio dos muscle cars (Dodge Challenger SRT8 • Chevrolet Corvette ZR1 • Cadillac CTS-V)                                            | Will Young                                                                                                 | 9 de novembro de 2008  | 7,57                         |
| 99    | 3  | Temporada 12, episódio 3                 | Toyota i-REAL • Renault Avantime                  | Desafio de tunning (Renault Avantime tunado vs. Lancer Evo X) • Corrida popular finlandesa • Liquidificador com motor V8 do Corvette | Mark Wahlberg • Mika Häkkinen                                                                              | 16 de novembro de 2008 | 6,98                         |
| 100   | 4  | Temporada 12, episódio 4                 | Pagani Zonda Roadster F • Bugatti Veyron          | Corrida de economia de combustível: de Basileia até Blackpool (Jaguar XJ, Subaru Legacy, Volkswagen Polo)                            | Harry Enfield                                                                                              | 23 de novembro de 2008 | 7,15                         |
| 101   | 5  | Temporada 12, episódio 5                 | Lexus IS F • BMW M3                               | Corrida de Portofino até Saint-Tropez: Barco de corrida vs. Ferrari Daytona • Melhor ônibus para as cidades britânicas               | Kevin McCloud • Tom Chilton                                                                                | 30 de novembro de 2008 | 7,51                         |
| 102   | 6  | Temporada 12, episódio 6                 | Veritas RS III • Caterham Seven Superlight R500   | Os comunistas já fizeram um carro bom? • Ford Fiesta com a Royal Marines                                                             | Boris Johnson                                                                                              | 7 de dezembro de 2008  | 7,33                         |
| 103   | 7  | Temporada 12, episódio 7                 | Tesla Roadster • Honda FCX Clarity                | 50 anos de Campeonato Britânico de Carros de Turismo • Dublê TG tenta bater recorde de Fifth Gear • Top Gear Awards 2008             | Sir Tom Jones • Jay Leno                                                                                   | 14 de dezembro de 2008 | 7,54                         |
| 104   | 8  | Temporada 12, episódio 8 Especial Vietnã | Minsk • Piaggio • Vespa scooter • Honda Super Cub | Especial Vietnã | style="background: #ececec; color: grey; vertical-align: middle; text-align: center; " class="table-na"\|— | 28 de dezembro de 2008 | 6,70                         |

### Décima terceira temporada
| Total | Nº | Episódio                 | Veículos testados                                                       | Desafios | Convidado(s)                                    | Exibição original   | Audiência no RU (em milhões) |
| ----- | -- | ------------------------ | ----------------------------------------------------------------------- | --- | ----------------------------------------------- | ------------------- | ---------------------------- |
| 105   | 1  | Temporada 13, episódio 1 | Lotus Evora • Ferrari FXX                                               | Corrida: (Jaguar XK120 vs. Vincent Black Shadow vs. Locomotiva Tornado) | Michael Schumacher (disfarçado de Stig)         | 21 de junho de 2009 | 7,86                         |
| 106   | 2  | Temporada 13, episódio 2 | Lamborghini Murciélago LP 670-4 SV                                      | Carro de £2.500 perfeito para jovens de 18 anos • Corrida de arrancada: (Mercedes-Benz SLR McLaren 722 Edition vs. Lamborghini Murciélago LP 670-4 SV) • Corrida de arrancada II: (Bugatti Veyron 16.4 vs. McLaren F1) | Stephen Fry                                     | 28 de junho de 2009 | 7,00                         |
| 107   | 3  | Temporada 13, episódio 3 | Mercedes-Benz SL65 AMG Black Series                                     | Procurando por um carro bom e barato: (Proton Satria Neo • Chevrolet Aveo • Perodua Myvi • Fiat 500 • Toyota iQ • Alfa Romeo MiTo • Škoda Roomster) • Gincana de rali no aeródromo (Subaru Impreza WRX STI)            | Michael McIntyre • Ken Block • Ricky Carmichael | 5 de julho de 2009  | 6,38                         |
| 108   | 4  | Temporada 13, episódio 4 | Ford Focus RS vs. Renault Mégane R26.R                                  | Corrida: (Porsche Panamera S vs. o serviço Royal Mail) • Mitsubishi Lancer Evo VII | Usain Bolt                                      | 12 de julho de 2009 | 6,80                         |
| 109   | 5  | Temporada 13, episódio 5 | Jaguar XFR vs. BMW M5                                                   | Desafio: Provar que coupés por £1.500 de tração traseira são melhores que carros de tração dianteira (Porsche 944, Nissan 300ZX, Ford Capri 2.8i, Morris Marina) • Estufa-trailer de Jeremy para salvar o planeta      | Sienna Miller • Olivier Panis                   | 19 de julho de 2009 | 7,38                         |
| 110   | 6  | Temporada 13, episódio 6 | BMW Z4 sDrive35i • Nissan 370Z                                          | Carros clássicos por £3.000 anteriores a 1982 para um rali em Maiorca (Austin-Healey Sprite, Lanchester LJ 200, Citroën Ami)                                                                                           | Brian Johnson • Madison Welch • Brian Wheeler   | 26 de julho de 2009 | 7,69                         |
| 111   | 7  | Temporada 13, episódio 7 | Vauxhall VXR8 Bathurst • HSV Maloo • Aston Martin V12 Vantage • Audi S4 | Produzindo um comercial para o novo Volkswagen Scirocco | Jay Leno                                        | 2 de agosto de 2009 | 7,11                         |

### Décima quarta temporada
| Total | Nº | Episódio                                  | Veículos testados                                             | Desafios | Convidado(s)                                                                                               | Exibição original      | Audiência no RU (em milhões) |
| ----- | -- | ----------------------------------------- | ------------------------------------------------------------- | --- | --- | ---------------------- | ---------------------------- |
| 112   | 1  | Temporada 14, episódio 1                  | BMW 760Li • Mercedes-Benz S63 AMG •                           | Tour pela Romênia para encontrar a rodovia Transfăgărăşan (Aston Martin DBS Volante vs. Ferrari California vs. Lamborghini Gallardo LP560-4 Spyder • Dacia Sandero)                                       | Eric Bana                                                                                                  | 15 de novembro de 2009 | 6,70                         |
| 113   | 2  | Temporada 14, episódio 2                  | Chevrolet Corvette vs. Audi R8 V10                            | Carro totalmente criado pelos apresentadores: Geoff / Hammerhead Eagle-i Thrust vs. G-Wiz • Construir um carro elétrico melhor que o G-Wiz                                                                | Michael Sheen                                                                                              | 22 de novembro de 2009 | 6,48                         |
| 114   | 3  | Temporada 14, episódio 3                  | Lamborghini Gallardo LP550-2 Valentino Balboni • Hawk HF3000  | Fazendo um trailer voar em um dirigível com a Lamborghini Gallardo LP550-2 Valentino Balboni • Por que a Lancia fez o maior número de carros bons: (Lancia Stratos HF • Lancia Delta HF Integrale Evo II) | Chris Evans                                                                                                | 29 de novembro de 2009 | 6,51                         |
| 115   | 4  | Temporada 14, episódio 4                  | BMW X5 M • Audi Q7 V12 TDI • Range Rover • Renault Twingo 133 | O meio de transporte mais lento do mundo: Corrida com veículos de aeroporto | Guy Ritchie • Ross Kemp                                                                                    | 6 de dezembro de 2009  | 6,29                         |
| 116   | 5  | Temporada 14, episódio 5                  | Noble M600                                                    | Fazendo uma galeria automotiva para provar que carros são mais populares que a arte tradicional | Jenson Button                                                                                              | 20 de dezembro de 2009 | 6,90                         |
| 117   | 6  | Temporada 14, episódio 6 Especial Bolívia | Range Rover Classic • Suzuki Jimny • Toyota J40               | Especial Bolívia | style="background: #ececec; color: grey; vertical-align: middle; text-align: center; " class="table-na"\|— | 27 de dezembro de 2009 | 7,45                         |
| 118   | 7  | Temporada 14, episódio 7                  | Lexus LFA • BMW X6 • Vauxhall Insignia VXR                    | Revisão de 'baixo orçamento' da nova BMW X6 • Vauxhall Insignia VXR • May e Margaret Calvert falam da revolução das placas britânicas • Top Gear Awards 2009                                              | Seasick Steve                                                                                              | 3 de janeiro de 2010   | 6,52                         |

### Décima quinta temporada
| Total | Nº | Episódio                 | Veículos testados                                  | Desafios | Convidado(s) | Exibição original   | Audiência no RU (em milhões) |
| ----- | -- | ------------------------ | -------------------------------------------------- | --- | --- | ------------------- | ---------------------------- |
| 119   | 1  | Temporada 15, episódio 1 | Bentley Continental Supersports                    | Toyota Hilux Invincible em um vulcão da Islândia • Dizendo "adeus" ao antigo carro de preço razoável, o Chevrolet Lacetti • Por que a Reliant faliu: Reliant Robin 1994        | Nick Robinson • Al Murray • Peter Jones • Peta 23 from Essex • Johnny Vaughan • Bill Bailey • Louie Spence • Amy Williams | 27 de junho de 2010 | 5,60                         |
| 120   | 2  | Temporada 15, episódio 2 | Porsche 911 Sport Classic • Porsche Boxster Spyder | Encontrar um carro usado de 4 portas para track day por £5.000 (Mercedes-Benz 190, BMW M3, Ford Sierra Sapphire RS Cosworth)                                                   | Alastair Campbell | 4 de julho de 2010  | 6,60                         |
| 121   | 3  | Temporada 15, episódio 3 | Chevrolet Camaro SS vs. Mercedes-Benz E63 AMG      | Encontrando o melhor supercarro de 4 lugares: (Aston Martin Rapide vs. Porsche Panamera Turbo vs. Maserati Quattroporte GTS)                                                   | Rupert Grint • Rubens Barrichello                                                                                         | 11 de julho de 2010 | 4,58                         |
| 122   | 4  | Temporada 15, episódio 4 | Audi R8 V10 Spyder vs. Porsche 911 Turbo Cabriolet | Construindo motorhomes a partir de um Land Rover 110 (Hammond), um Citroën CX (Clarkson) e um Lotus Excel (May)                                                                | Andy García | 18 de julho de 2010 | 7,05                         |
| 123   | 5  | Temporada 15, episódio 5 | Volkswagen Touareg • Bugatti Veyron Super Sport    | Volkswagen Touareg vs. snowmobilers suecos • Alcancar 415 km/h (258 mph) no Bugatti Veyron Super Sport • Tributo à Ayrton Senna; Lewis Hamilton dirige seu carro de F1 de 1988 | Tom Cruise • Cameron Diaz                                                                                                 | 25 de julho de 2010 | 7,48                         |
| 124   | 6  | Temporada 15, episódio 6 | Ferrari 458 Italia                                 | Roadster britânicos antigos por £5.000: (Jensen-Healey, TVR S2, Lotus Elan) | Jeff Goldblum | 1 de agosto de 2010 | 6,19                         |

### Décima sexta temporada
| Total | Nº  | Episódio                          | Veículos testados                                                           | Desafios | Convidado(s)                                                                                               | Exibição original       | Audiência no RU (em milhões) |
| ----- | --- | --------------------------------- | --------------------------------------------------------------------------- | --- | --- | ----------------------- | ---------------------------- |
| 125   | 0–1 | "Tour nos EUA (66 min)"           | Ferrari 458 Italia • Mercedes-Benz SLS AMG • Porsche 911 GT3 RS             | Tour através dos EUA: Ferrari 458 Italia • Mercedes-Benz SLS AMG • Porsche 911 GT3 RS                                      | Danny Boyle                                                                                                | 21 de dezembro de 2010  | 7,13                         |
| 126   | 0–2 | "Especial Oriente Médio (75 min)" | Mazda MX-5 • Fiat Barchetta • BMW Z3                                        | Retratando a viagem dos Três Reis Magos com conversíveis de duas portas por £3.500: (Mazda MX-5 • Fiat Barchetta • BMW Z3) | style="background: #ececec; color: grey; vertical-align: middle; text-align: center; " class="table-na"\|— | 26 de dezembro de 2010  | 7,68                         |
| 127   | 1   | Temporada 16, episódio 1          | Ariel Atom V8 • Škoda Yeti                                                  | História do Porsche 911: Porsche 911 Turbo S Cabriolet                                                                     | John Bishop • Sienna Miller • Tiff Needell do Fifth Gear                                                   | 23 de janeiro de 2011   | 7,38                         |
| 128   | 2   | Temporada 16, episódio 2          | Ferrari 599 GTO                                                             | Top Gear UK vs. Top Gear Austrália                                                                                         | Boris Becker • Jodie Kidd • Darren Lyons                                                                   | 30 de janeiro de 2011   | 7,31                         |
| 129   | 3   | Temporada 16, episódio 3          | Hatchbacks: (Ford Focus RS500 • Cosworth Impreza STI CS400 • Volvo C30 PCP) | "Tour pela Albânia": (Rolls-Royce Ghost • Yugo (substituindo o Bentley Mulsanne) • Mercedes-Benz S65 AMG)                  | Jonathan Ross                                                                                              | 6 de fevereiro de 2011  | 7,33                         |
| 130   | 4   | Temporada 16, episódio 4          | Pagani Zonda R • Pagani Zonda Tricolore                                     | Conversíveis usados de 4 lugares por £2.000: (três BMW 325i)                                                               | Simon Pegg • Nick Frost                                                                                    | 13 de fevereiro de 2011 | 7,28                         |
| 131   | 5   | Temporada 16, episódio 5          | Audi RS5 • BMW M3 Competition Pack                                          | Transformando uma colheitadeira em um limpa-neves                                                                          | Amber Heard                                                                                                | 20 de fevereiro de 2011 | 6,87                         |
| 132   | 6   | Temporada 16, episódio 6          | Porsche 959 • Ferrari F40 • Jaguar XJ 5.0 V8 Supersport                     | Correndo contra o sol em um Jaguar XJ 5.0 V8 Supersport • Novo veículo de exploração do espaço da NASA                     | John Prescott                                                                                              | 27 de fevereiro de 2011 | 6,53                         |

### Décima sétima temporada
| Total | Nº | Episódio                 | Veículos testados                                                            | Desafios | Convidado(s)                             | Exibição original   | Audiência no RU (em milhões) |
| ----- | -- | ------------------------ | ---------------------------------------------------------------------------- | --- | ---------------------------------------- | ------------------- | ---------------------------- |
| 133   | 1  | Temporada 17, episódio 1 | Marauder • BMW Série 1 M Coupé • Mini John Cooper Works WRC com Amy Williams | Aniversário de 50 anos do Jaguar E-Type • Alternativas para o Hummer na África do Sul                                                 | Alice Cooper • Amy Williams • Kris Meeke | 26 de junho de 2011 | 6,22                         |
| 134   | 2  | Temporada 17, episódio 2 | Aston Martin Virage                                                          | Hatchbacks de alta performance em Lucca e no circuito de Mônaco: (Citroën DS3 Racing • Fiat 500C Abarth • Renault Sport Clio 200 Cup) | Ross Noble                               | 3 de julho de 2011  | 5,72                         |
| 135   | 3  | Temporada 17, episódio 3 | McLaren MP4-12C vs. Ferrari 458 Italia • Range Rover Evoque                  | Examinando a dureza do Range Rover Evoque em Las Vegas • Carros usados pelo preço de um Nissan Pixo novo (Mercedes CL600, BMW 850Ci)  | Sebastian Vettel                         | 10 de julho de 2011 | 6,55                         |
| 136   | 4  | Temporada 17, episódio 4 | Jaguar XKR-S • Nissan GT-R                                                   | Fazendo um trem a partir de um carro e trailers modificados • Jeremy Clarkson testa o Jaguar XKR-S e o Nissan GT-R                    | Rowan Atkinson                           | 17 de julho de 2011 | 7,14                         |
| 137   | 5  | Temporada 17, episódio 5 | Lotus T125 • Jensen Interceptor                                              | O trio tenta demolir uma casa com equipamento militar contra profissionais de demolição                                               | Bob Geldof                               | 24 de julho de 2011 | 6,13                         |
| 138   | 6  | Temporada 17, episódio 6 | Lamborghini Aventador                                                        | Carros elétricos: (Nissan Leaf • Peugeot iOn) • Time de rali extraordinário (veteranos militares amputados)                           | Louis Walsh                              | 31 de julho de 2011 | 6,76                         |

### Décima oitava temporada
| Total | Nº | Episódio                 | Veículos testados                                                           | Desafios | Convidado(s)                                                                                               | Exibição original       | Audiência no RU (em milhões) |
| ----- | -- | ------------------------ | --------------------------------------------------------------------------- | --- | --- | ----------------------- | ---------------------------- |
| 139   | 0  | "Especial Índia"         | Jaguar XJS • Rolls-Royce Silver Shadow • Mini Cooper                        | Entrega de dabbawala em Bombaim, corrida em Jaipur, e feira em Deli: (Jaguar XJS • Rolls-Royce Silver Shadow • Mini Cooper) | style="background: #ececec; color: grey; vertical-align: middle; text-align: center; " class="table-na"\|— | 28 de dezembro de 2011  | 6,61                         |
| 140   | 1  | Temporada 18, episódio 1 | Lamborghini Aventador • McLaren MP4-12C • Noble M600                        | Supercarros atravessando a Itália: (Lamborghini Aventador • McLaren MP4-12C • Noble M600)                                   | will.i.am                                                                                                  | 29 de janeiro de 2012   | 6,21                         |
| 141   | 2  | Temporada 18, episódio 2 | Mercedes-Benz SLS AMG Roadster                                              | Jeremy e James examinam os carros chineses em Pequim • Richard aprende sobre as corridas de NASCAR no Texas                 | Matt LeBlanc                                                                                               | 5 de fevereiro de 2012  | 6,25                         |
| 142   | 3  | Temporada 18, episódio 3 | Vauxhall Corsa VXR Nurburgring • Fiat Panda                                 | Criando uma cena de perseguição para o filme The Sweeney (Jaguar XFR • Ford Focus)                                          | Ryan Reynolds • Ray Winstone • Plan B • Nick Love                                                          | 12 de fevereiro de 2012 | 6,16                         |
| 143   | 4  | Temporada 18, episódio 4 | Ferrari FF • Bentley Continental V8 • Fisker Karma                          | Construir e testar lambretas off-road no campo                                                                              | Michael Fassbender • Brian Johnson                                                                         | 19 de fevereiro de 2012 | 5,28                         |
| 144   | 5  | Temporada 18, episódio 5 | Maserati GranTurismo MC Stradale • Mercedes-Benz C63 AMG Coupe Black Series | Retrospectiva da fabricante sueca de automóveis Saab • Škoda de rali vs. homem a jato                                       | Matt Smith • Yves Rossy • Toni Gardemeister                                                                | 26 de fevereiro de 2012 | 6,12                         |
| 145   | 6  | Temporada 18, episódio 6 | Bentley Brutus                                                              | Três carros de track day em Donington: (KTM X-Bow • Morgan Three Wheeler • Caterham R500)                                   | Alex James                                                                                                 | 4 de março de 2012      | 5,81                         |
| 146   | 7  | Temporada 18, episódio 7 | BMW M5                                                                      | É possível gastar menos correndo do que jogando golfe? • Sonho de infância de James May: Ferrari 250 GT California          | Slash • Kimi Räikkönen • Chris Evans                                                                       | 11 de março de 2012     | 6,15                         |

### Décima nona temporada
| Total | Nº | Episódio                   | Veículos testados | Desafios | Convidado(s)                                                                                               | Exibição original       | Audiência no RU (em milhões) |
| ----- | -- | -------------------------- | --- | --- | --- | ----------------------- | ---------------------------- |
| 147   | 1  | Temporada 19, episódio 1   | Pagani Huayra • Bentley Continental GT Speed                                                                          | Levando o Bentley Continental GT Speed para um estágio de rali • Construindo um carro menor que o Peel P50 (O "P45" de Jeremy)                     | Damian Lewis • Kris Meeke • O elenco de Dragons' Den                                                       | 27 de janeiro de 2013   | 6,65                         |
| 148   | 2  | Temporada 19, episódio 2   | Lexus LFA • SRT Viper • Aston Martin Vanquish                                                                         | Tour de supercarros de Las Vegas, Nevada até Calexico, Califórnia: (Lexus LFA • SRT Viper • Aston Martin Vanquish)                                 | Mick Fleetwood                                                                                             | 3 de fevereiro de 2013  | 6,42                         |
| 149   | 3  | Temporada 19, episódio 3   | Toyota GT86 • Shelby Mustang GT500                                                                                    | Corrida: do Estádio de Wembley até o Estádio Giuseppe Meazza, em Milão: Shelby Mustang GT500 vs. Rede transeuropeia de trem                        | Amy Macdonald                                                                                              | 10 de fevereiro de 2013 | 6,36                         |
| 150   | 4  | Temporada 19, episódio 4   | Mastretta MXT, no México • Hot hatchbacks: (Ford Focus ST • Renault Megane RenaultSport Cup 265 • Vauxhall Astra VXR) | Partida de rugby com o Kia Cee'd | Lewis Hamilton • Matt Le Blanc • Eric Clapton • Bruce Willis                                               | 17 de fevereiro de 2013 | 5,39                         |
| 151   | 5  | Temporada 19, episódio 5   | Range Rover | Jeremy e Richard desenham um veículo para pessoas idosas (o "Rover James", um Fiat Multipla modificado) • Range Rover vs. Veículo militar autônomo | James McAvoy                                                                                               | 24 de fevereiro de 2013 | 6,45                         |
| 152   | 6  | "Especial África, parte 1" | BMW Série 5 Touring • Volvo 850R Estate • Subaru Impreza WRX Sport Estate                                             | Encontrando a nascente do rio Nilo: (BMW Série 5 Touring • Volvo 850R Estate • Subaru Impreza WRX Sport Estate)                                    | style="background: #ececec; color: grey; vertical-align: middle; text-align: center; " class="table-na"\|— | 3 de março de 2013      | 7,33                         |
| 153   | 7  | "Especial África, parte 2" | BMW Série 5 Touring • Volvo 850R Estate • Subaru Impreza WRX Sport Estate                                             | Encontrando a nascente do rio Nilo: (BMW Série 5 Touring • Volvo 850R Estate • Subaru Impreza WRX Sport Estate)                                    | style="background: #ececec; color: grey; vertical-align: middle; text-align: center; " class="table-na"\|— | 10 de março de 2013     | 7,48                         |

### Vigésima temporada
| Total | Nº | Episódio                 | Veículos testados                                                                                          | Desafios | Convidado(s) | Exibição original   | Audiência no RU (em milhões) |
| ----- | -- | ------------------------ | --- | --- | --- | ------------------- | ---------------------------- |
| 154   | 1  | Temporada 20, episódio 1 | Renaultsport Clio 200 • Peugeot 208 GTi • Ford Fiesta ST • Vauxhall Astra Tech Line                        | Barco de corrida vs. Toyota Corolla • Introduzindo o novo carro de preço razoável: Vauxhall Astra Tech Line        | Charles Dance • Warwick Davis • Rachel Riley • Joss Stone • David Haye • Jimmy Carr • Mike Rutherford • Brian Johnson | 30 de junho de 2013 | 5,55                         |
| 155   | 2  | Temporada 20, episódio 2 | Ferrari F12 Berlinetta • BAC Mono                                                                          | Melhor táxi • Tributo à BBC Television Centre                                                                      | Ron Howard | 7 de julho de 2013  | 5,31                         |
| 156   | 3  | Temporada 20, episódio 3 | McLaren MP4-12C Spider • Audi R8 V10 Spyder • Ferrari 458 Spider                                           | Tour pela Espanha em conversíveis "acessíveis": (McLaren MP4-12C Spider • Audi R8 V10 Spyder • Ferrari 458 Spider) | Benedict Cumberbatch                                                                                                  | 14 de julho de 2013 | 4,83                         |
| 157   | 4  | Temporada 20, episódio 4 | Mercedes SLS AMG Black Series • Mercedes SLS AMG Electric Drive                                            | Criando um hovercraft que também possa ser utilizado nas ruas (baseado na Ford Transit)                            | Hugh Jackman | 21 de julho de 2013 | 5,36                         |
| 158   | 5  | Temporada 20, episódio 5 | Porsche 911 • Lamborghini Aventador Roadster • Lamborghini Sesto Elemento • Mazda CX-5 • Volkswagen Tiguan | Melhor crossover para viajantes com trailers                                                                       | Steven Tyler | 28 de julho de 2013 | 5,29                         |
| 159   | 6  | Temporada 20, episódio 6 | Jaguar F-Type • Novo ônibus de Londres • Range Rover Sport                                                 | Tributo à indústria inglesa de automóvel                                                                           | Mark Webber | 4 de agosto de 2013 | 5,49                         |

### Vigésima primeira temporada
| Total | Nº | Episódio                     | Veículos testados                                                                                          | Desafios | Convidado(s)                                                                                               | Exibição original       | Audiência no RU (em milhões) |
| ----- | -- | ---------------------------- | --- | --- | --- | ----------------------- | ---------------------------- |
| 160   | 1  | Temporada 21, episódio 1     | Volkswagen Golf Mk2 GTI • Vauxhall Nova SRi • Ford Fiesta XR2i                                             | Provar que hatchbacks esportivos dos anos 80 são melhores que os seus equivalentes modernos: (Volkswagen Golf Mk2 GTI • Vauxhall Nova SRi • Ford Fiesta XR2i) | Hugh Bonneville                                                                                            | 2 de fevereiro de 2014  | 6,12                         |
| 161   | 2  | Temporada 21, episódio 2     | Alfa Romeo 4C • Gibbs Quadski • McLaren P1                                                                 | Alfa Romeo 4C vs. Gibbs Quadski • James visita uma base militar no Afeganistão                                                                                | Tom Hiddleston                                                                                             | 9 de fevereiro de 2014  | 6,97                         |
| 162   | 3  | Temporada 21, episódio 3     | Zenvo ST1                                                                                                  | Viagem pela Ucrânia em três hatchbacks compactos: (Volkswagen Up! • Ford Fiesta • Dacia Sandero)                                                              | James Blunt                                                                                                | 16 de fevereiro de 2014 | 6,87                         |
| 163   | 4  | Temporada 21, episódio 4     | Mercedes Benz G63 AMG 6x6 • Caterham 160 • Caterham 620R • Alfa Romeo Touring Disco Volante                | Mercedes Benz G63 AMG 6x6 | Jack Whitehall                                                                                             | 23 de fevereiro de 2014 | 6,53                         |
| 164   | 5  | Temporada 21, episódio 5     | Porsche 918 • BMW M135i • VW Golf GTi Mk7                                                                  | Fazendo um comercial para reduzir os acidentes relacionados aos ciclistas                                                                                     | Aaron Paul                                                                                                 | 2 de março de 2014      | 5,64                         |
| 165   | 6  | "Especial Birmânia, Parte 1" | style="background: #ececec; color: grey; vertical-align: middle; text-align: center; " class="table-na"\|— | Construindo uma ponte sobre o Rio Kwai: (Isuzu TX • Isuzu TX • Hino FB110)                                                                                    | style="background: #ececec; color: grey; vertical-align: middle; text-align: center; " class="table-na"\|— | 9 de março de 2014      | 6,29                         |
| 166   | 7  | "Especial Birmânia, Parte 2" | style="background: #ececec; color: grey; vertical-align: middle; text-align: center; " class="table-na"\|— | Construindo uma ponte sobre o Rio Kwai: (Isuzu TX • Isuzu TX • Hino FB110)                                                                                    | style="background: #ececec; color: grey; vertical-align: middle; text-align: center; " class="table-na"\|— | 16 de março de 2014     | 7,01                         |

### Vigésima segunda temporada
| Total | Nº | Episódio                          | Veículos testados                                                                                        | Desafios | Convidado(s)                                                                                               | Exibição original       | Audiência no RU (em milhões) |
| ----- | -- | --------------------------------- | --- | --- | --- | ----------------------- | ---------------------------- |
| 167   | –  | "Especial Patagônia, Parte 1"     | Porsche 928 GT • Lotus Esprit V8 • Ford Mustang Mach 1                                                   | Dirigindo de Bariloche até Ushuaia: (Porsche 928 GT • Lotus Esprit V8 • Ford Mustang) | style="background: #ececec; color: grey; vertical-align: middle; text-align: center; " class="table-na"\|— | 27 de dezembro de 2014  | 7,21                         |
| 168   | –  | "Especial Patagônia, Parte 1"     | Porsche 928 GT • Lotus Esprit V8 • Ford Mustang Mach 1                                                   | Dirigindo de Bariloche até Ushuaia: (Porsche 928 GT • Lotus Esprit V8 • Ford Mustang) | style="background: #ececec; color: grey; vertical-align: middle; text-align: center; " class="table-na"\|— | 28 de dezembro de 2014  | 7,38                         |
| 169   | 1  | "Temporada 22, episódio 1"        | Lamborghini Huracán • Renault Twizy                                                                      | Corrida na zona urbana de São Petersburgo | Ed Sheeran                                                                                                 | 25 de janeiro de 2015   | 6,41                         |
| 170   | 2  | "Temporada 22, episódio 2"        | BMW M6 Gran Coupe • Nissan GT-R • Bentley Continental GT V8S                                             | Viagem no norte da Austrália em três grand tours: (BMW M6 Gran Coupe • Nissan GT-R • Bentley Continental GT V8S) | Kiefer Sutherland                                                                                          | 1 de fevereiro de 2015  | 6,56                         |
| 171   | 3  | "Temporada 22, episódio 3"        | Porsche 944 Turbo • Ford Scorpio Cardinal • Chevy G20 V8 Van                                             | Ambulância feita em casa: (Porsche 944 Turbo • Ford Scorpio Cardinal • Chevy G20 V8 Van) | Daniel Ricciardo                                                                                           | 8 de fevereiro de 2015  | 6,14                         |
| 172   | 4  | "Temporada 22, episódio 4"        | BMW M3 • BMW i8 • Mercedes-AMG GT S                                                                      | Hammond faz uma homenagem ao Land Rover Defender | Margot Robbie • Will Smith                                                                                 | 15 de fevereiro de 2015 | 6,24                         |
| 173   | 5  | "Temporada 22, episódio 5"        | Porsche Cayman GTS • Chevrolet Corvette Stingray • Ferrari LaFerrari                                     | Jeremy e James mostram a bonita e esquisita história da Peugeot | Olly Murs                                                                                                  | 22 de fevereiro de 2015 | 6,04                         |
| 174   | 6  | "Temporada 22, episódio 6"        | Lexus RCF • Lexus LFA                                                                                    | Richard é deixado na Colúmbia Britânica para testar um relógio com um sinal de emergência integrado: (Chevrolet Silverado • Ford F-150 Hennessey VelociRaptor) | Gillian Anderson                                                                                           | 1 de março de 2015      | 6,15                         |
| 175   | 7  | "Temporada 22, episódio 7"        | Jaguar F-Type R • Eagle Low Drag GT • Mazda MX-5 ND                                                      | James compete em uma corrida de WRC do lado de Tanner Foust (apresentador da versão estadunidense do Top Gear). | Nicholas Hoult                                                                                             | 8 de março de 2015      | 5,84                         |
| 176   | 8  | "Temporada 22, episódio especial" | Fiat 124 Spider • MGB GT • Peugeot 304 Cabriolet • Vauxhall Frontera • Jeep Cherokee • Mitsubishi Shogun | Um especial de 75 minutos com as últimas cenas gravadas antes da demissão de Jeremy Clarkson. • Encontrar o melhor conversível clássico para usar no verão inglês: (Fiat 124 Spider • MGB GT • Peugeot 304 Cabriolet) • Provar que existem SUVs usadas e baratas com desempenho de SUVs modernas: (Vauxhall Frontera • Jeep Cherokee • Mitsubishi Shogun) | style="background: #ececec; color: grey; vertical-align: middle; text-align: center; " class="table-na"\|— | 28 de junho de 2015     | 7,13                         |

### Vigésima terceira temporada
| Total | Nº | Episódio                   | Veículos testados                                                 | Desafios                                                           | Convidado(s)                                                                   | Exibição original   | Audiência no RU (em milhões) |
| ----- | -- | -------------------------- | ----------------------------------------------------------------- | ------------------------------------------------------------------ | ------------------------------------------------------------------------------ | ------------------- | ---------------------------- |
| 179   | 1  | "Temporada 23, episódio 1" | Ariel Nomad • Chevrolet Corvette • Dodge Viper                    | Desafio RU vs. EUA (Reliant Rialto • Land Rover Mk1 • Jeep Willys) | Jesse Eisenberg • Gordon Ramsay                                                | 29 de maio de 2016  | 4,4                          |
| 180   | 2  | "Temporada 23, episódio 2" | McLaren 675LT                                                     | Teste de SUVs (Jaguar F-Pace • Porsche Macan • Mercedes-Benz GLC)  | Jenson Button • Damian Lewis • Seasick Steve • Tinie Tempah • Sharleen Spiteri | 5 de junho de 2016  | 2,8                          |
| 181   | 3  | "Temporada 23, episódio 3" | Audi R8 • Ferrari F12 • Ford Focus                                | Passeio em Londres com o Hoonicorn de Ken Block                    | Ken Block • Anthony Joshua • Kevin Hart                                        | 12 de junho de 2016 | 2,37                         |
| 182   | 4  | "Temporada 23, episódio 4" | Tesla Model X • Aston Martin Vulcan                               | Desafio do carro barato em Veneza                                  | Bear Grylls • Brian Cox                                                        | 19 de junho de 2016 | 2,34                         |
| 183   | 5  | "Temporada 23, episódio 5" | BMW M2 • Zenos E10 • Rolls Royce Dawn • Rolls-Royce Corniche 1976 | Entregando o Jaguar F-type para o Salão de Genebra                 | Jennifer Saunders • Paul Hollywood • Norman Dewis                              | 26 de junho de 2016 | 2,7                          |
| 184   | 6  | "Temporada 23, episódio 6" | Ford Mustang • Honda NSX • Porsche 911 R                          | Carros clássicos com tecnologia moderna                            | Patrick Dempsey • Greg Davies                                                  | 3 de julho de 2016  | 1,9                          |